# Frente Socialdemócrata de Camerún
El Frente Socialdemócrata (en inglés:Social Democratic Front, en francés:Front social démocrate) es el principal partido de la oposición de Camerún. Está liderado por John Fru Ndi y recibe un significativo apoyo de las regiones anglófonas de la parte occidental del país. 
Se formó en 1990 como oposición al Movimiento Democrático del Pueblo Camerunés. Fru Ndi fue candidato a la presidencia en 1992, y el partido piensa que se le negó la victoria "a punta de pistola". Fru Ndi ha sido muy criticado por la prensa camerunesa por haberse instalado más tarde en Yaundé. En las últimas elecciones legislativas del 30 de junio y 15 de septiembre de 2002, el partido ganó 22 de los 180 escaños de la Asamblea Nacional de Camerún. En las elecciones presidenciales del 11 de octubre de 2004, su candidato, Ni John Fru Ndi, obtuvo el 17,4 % de los votos emitidos.
De orientación centro-izquierdista, el Frente Socialdemócrata es miembro de la Internacional Socialista.